# Steinbeck (Buchholz in der Nordheide)
Steinbeck is een plaats in de Duitse gemeente Buchholz in der Nordheide, deelstaat Nedersaksen, en telt 5210 inwoners (2007).